# Gubin
Gubin (germană Guben, dolnołuż. Gubin) este un oraș și municipiu în Voievodatul Lubusz, în județul Krosno, pe malul drept al râul Neisse, Lubsza. Gubin este în poloneză parte din Lusacia de Jos, la granița cu Germania și până în 1945 a fost partea de est a orașului Guben.
Aici au fost construite treceri feroviare și rutiere. Pe parcursul anilor 1975 - 1998 orasul a apartinut provinciei Zielona Gora.

## Istoric
În Evul Mediu, Gubin a fost teritoriul de luptă a saxonilor conduși de Henric I al Germaniei și polonezi. Gubin are prima mențiune documentară în secolul al XIIIlea, în anul 1211, într-un document de taxe vamale cu privire la sarea importată. În iunie 1311 orașul a primit dreptul de a bate monedă. În secolul al XVI-lea, 1526, Gubin a aparținut de Cehia pentru ca din 1620 cu întreaga regiune Lusacia de Jos a devenit o parte din Saxonia. După înfrângerea lui Napoleon, în conformitate cu prevederile Congresului de la Viena din 1815, întreaga zonă este integrată în Prusia și mai apoi în Brandenburg.
Deoarece până în anul 1563, acest teritoriu aparținea de Biserica Ortodoxă Sârbă, limba de oficiere a cultului se desfășura în limba sorabă de jos. În secolul al XIX-lea s-a construit calea ferată, în 1846 spre Berlin și Wroclaw și în 1870 spre Oder Loom. În perioada 1904 - 1938 au apărut în Gubin tramvaiele. Conferința de la Yalta a stabilit frontiera poloneză de-a lungul lui Oder și Neisse și malul drept a fost dat Poloniei sub actuala denumire și populația existentă s-a refugiat în partea de vest, germană. Orașul a fost repopulat cu populație din parțile estice ale Poloniei.

## Galerie imagini

### Edificii

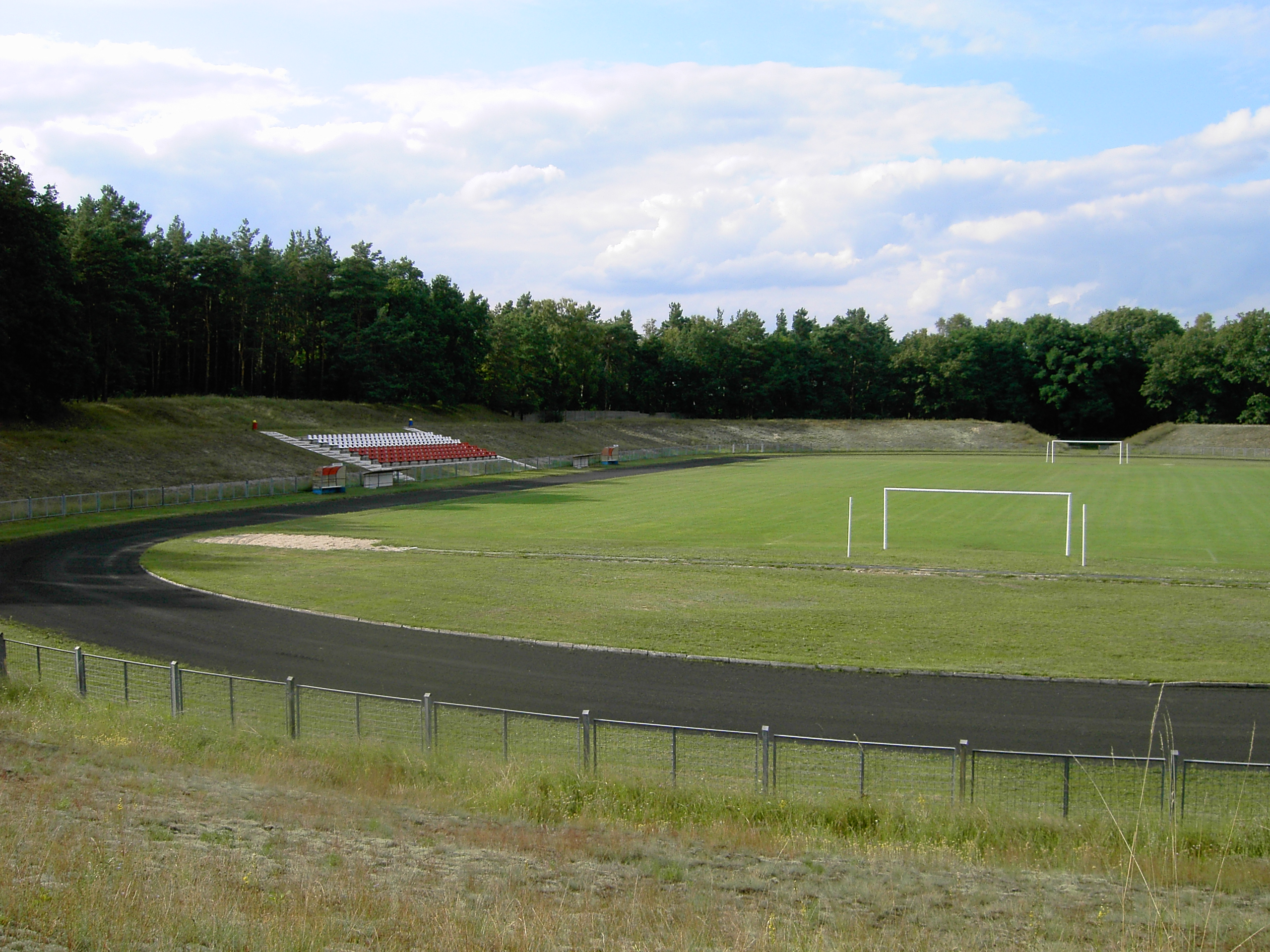
Stadionul municipal
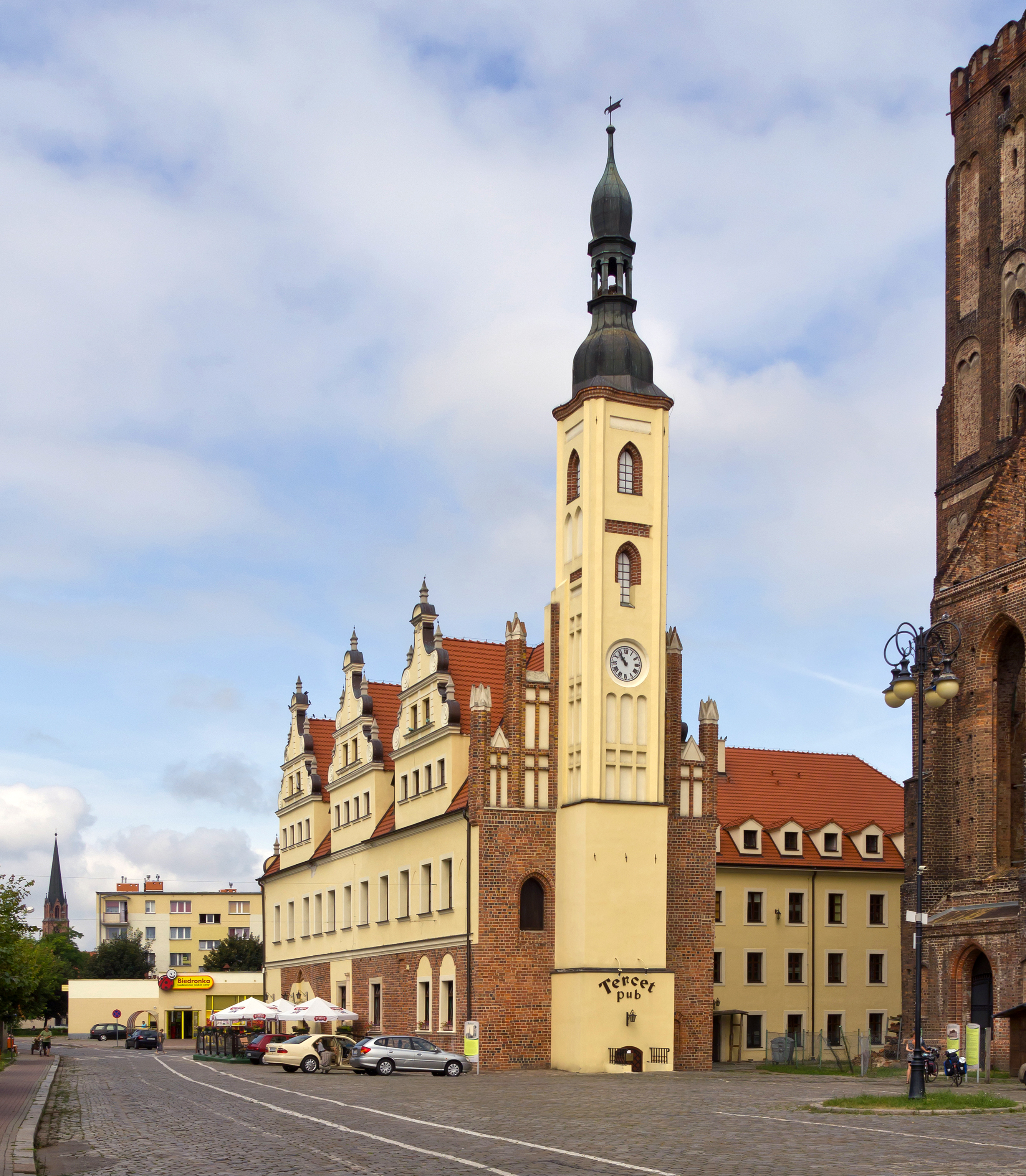
Palatul Culturii
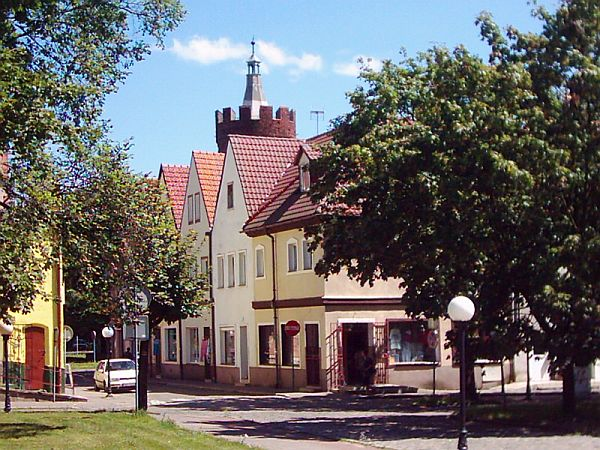
Noul cartier urban din mijlocul oraşului vechi
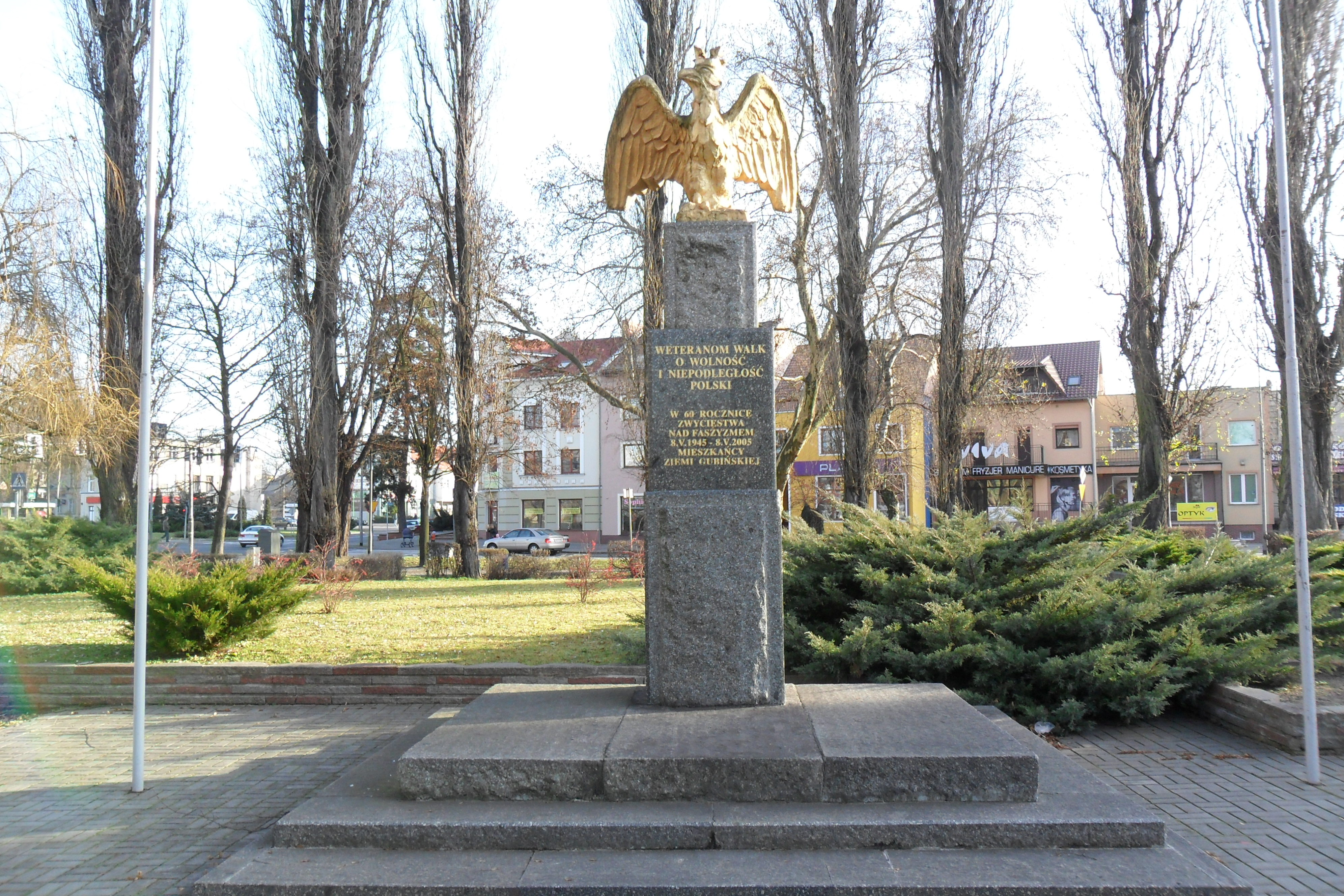
Monumentul memorial al Divizie nr.5
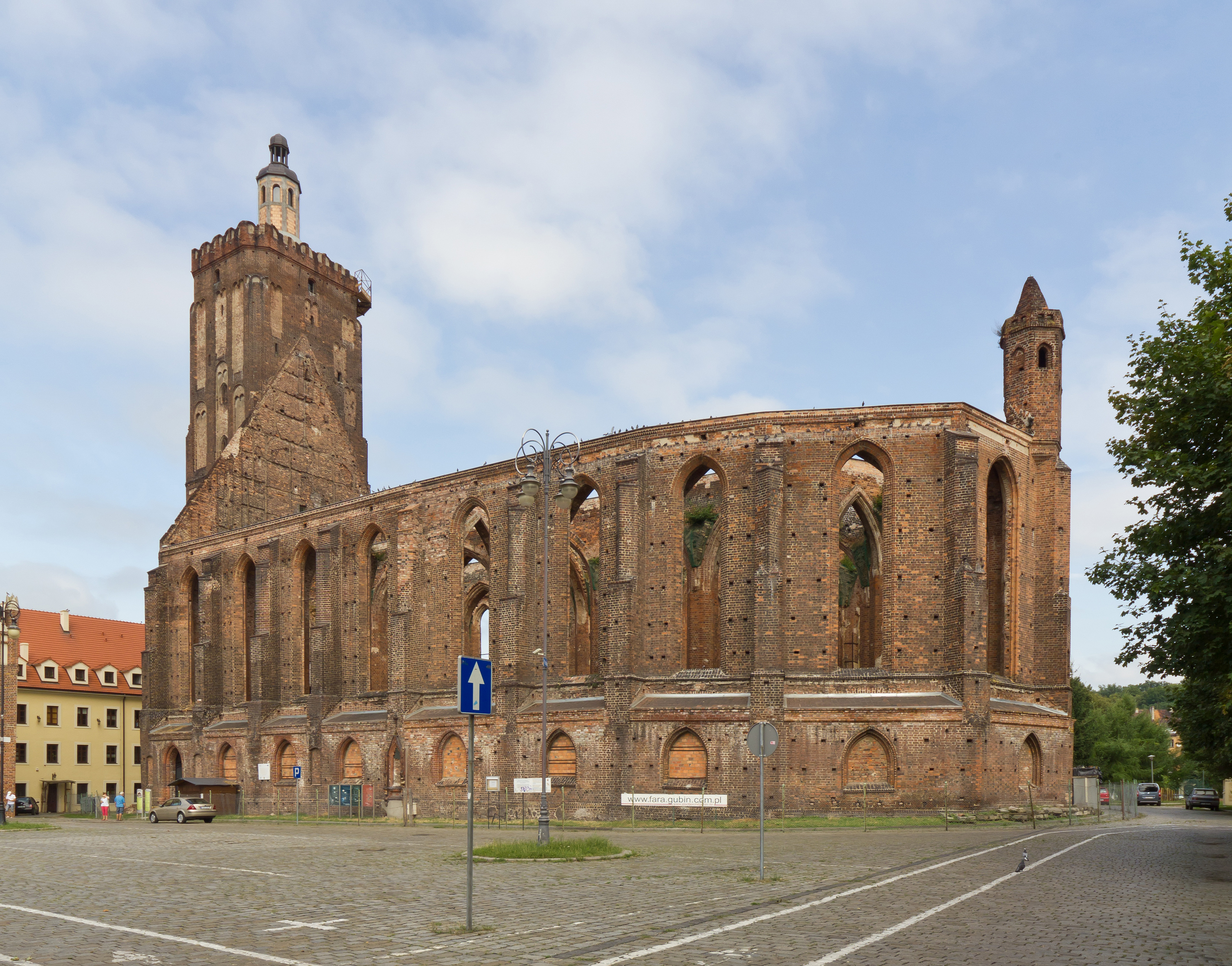
Ruinele bisericii parohiale

### Biserici

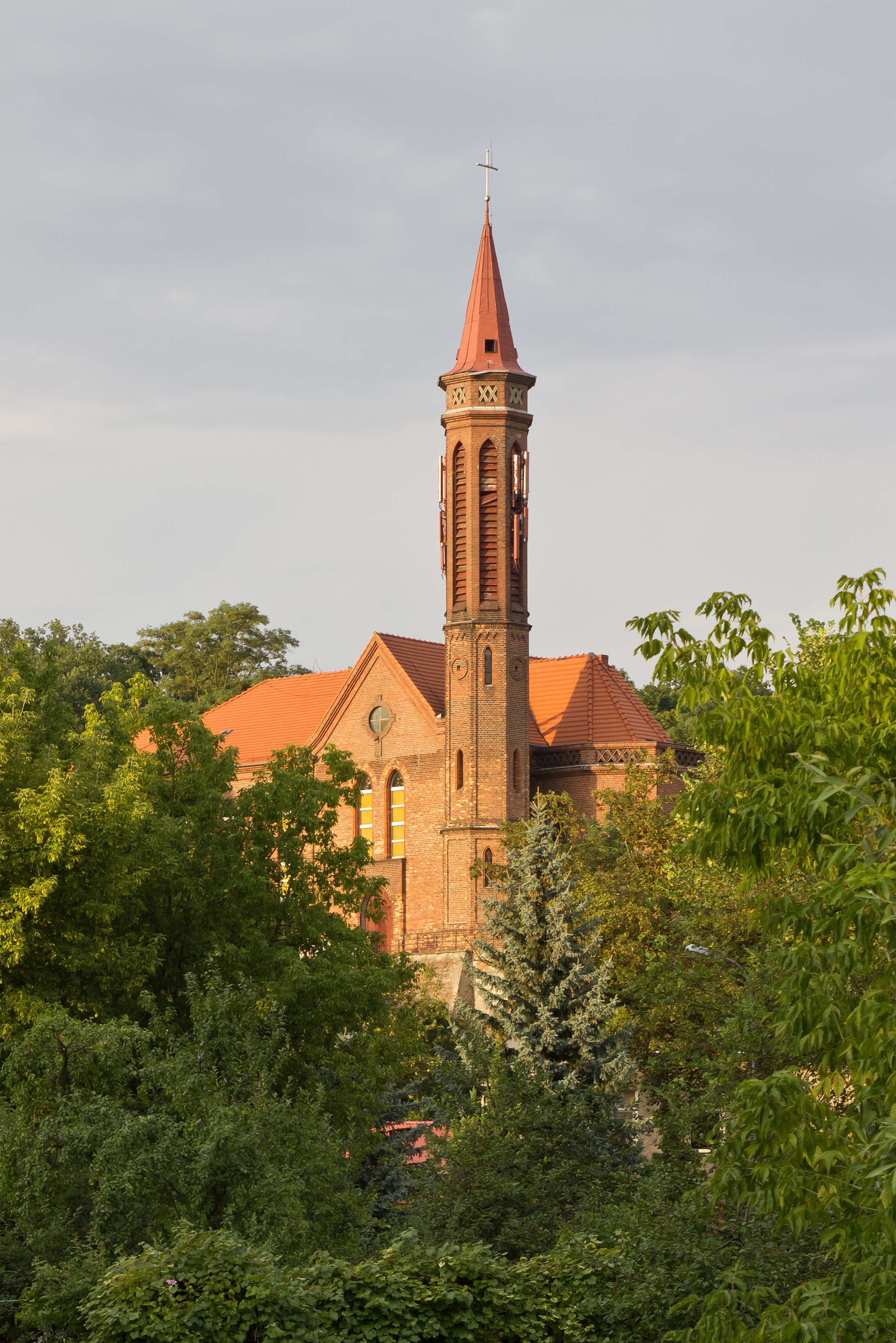
Biserica Sfânta Treime
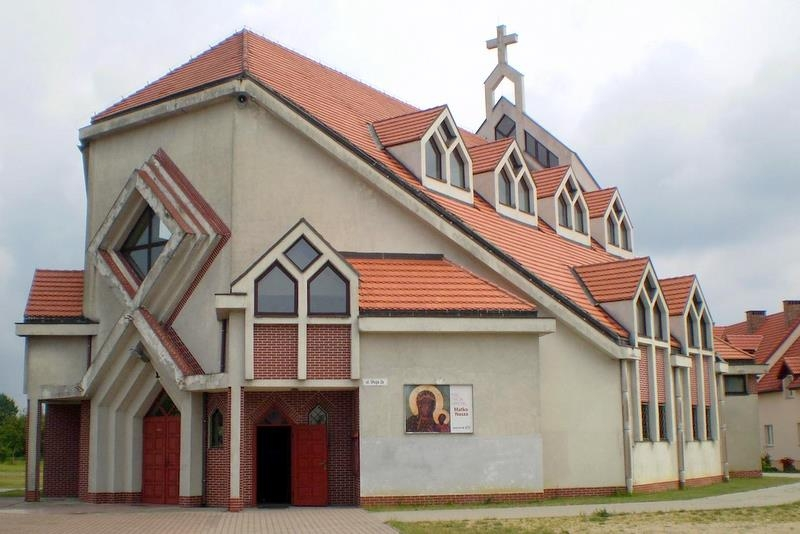
Biserica fecioarei de la Fatima
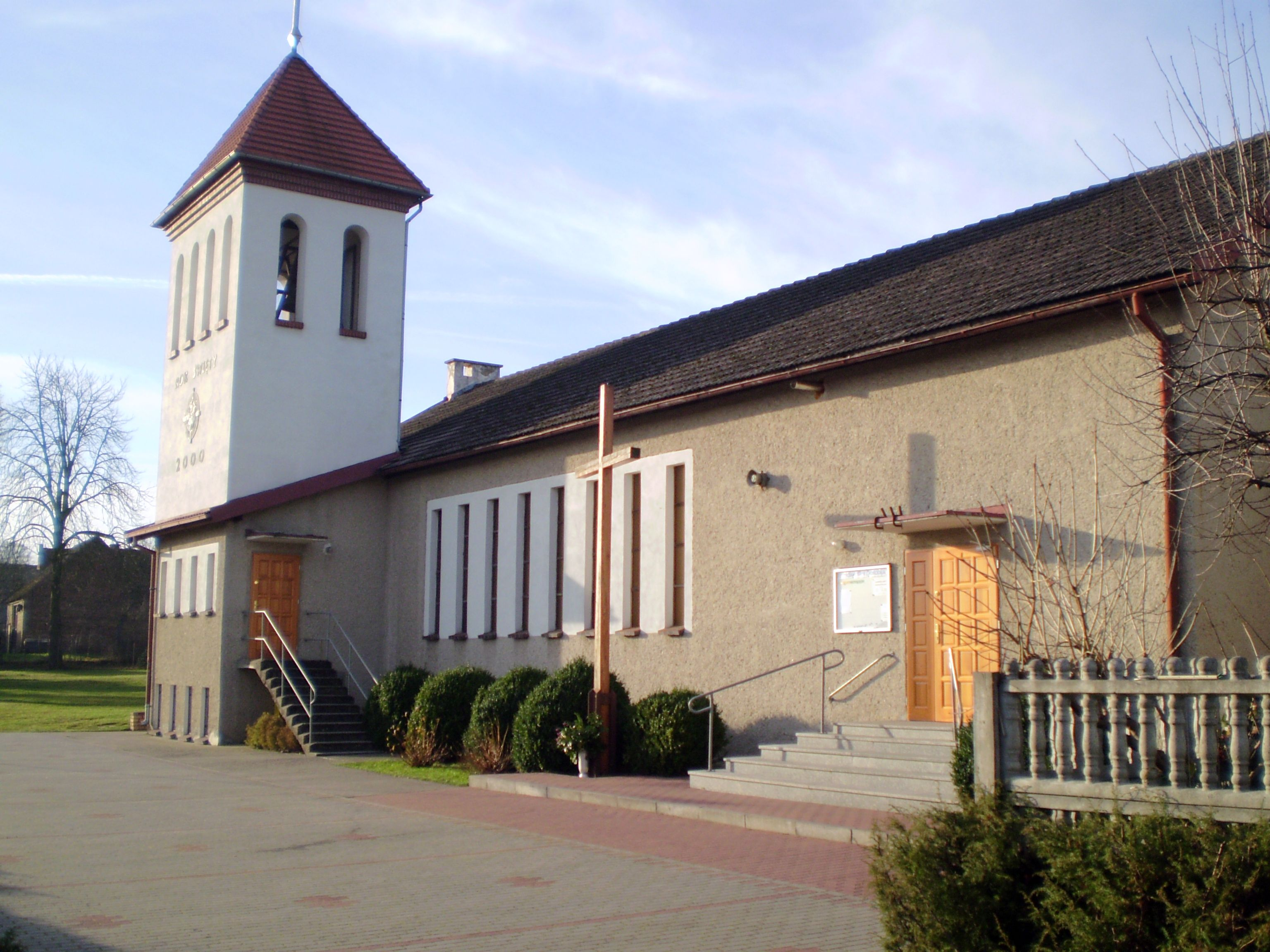
Biserica înălţarea sfintei cruci
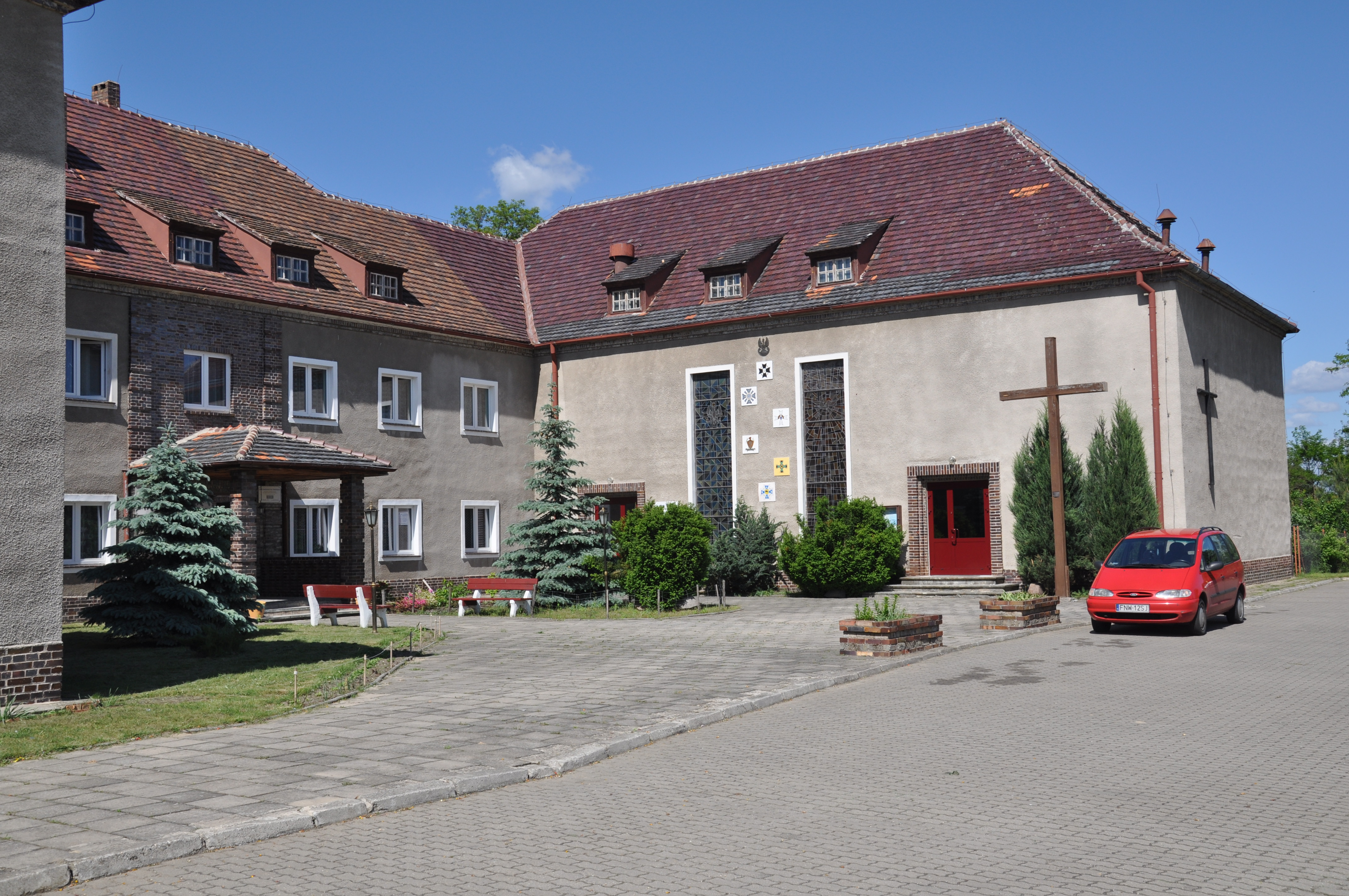
Casă parohială